# Kirunasvenskarna
Kirunasvenskarna kallas de svenskar, främst från Norrland, som emigrerade till Sovjetunionen under 1920- och 30-talen, även om inte alla som emigrerade kom från Kiruna eller endast emigrerade till Sovjetunionen. Namnet kom bland annat att användas av Utrikesdepartementet då en majoritet av emigranterna kom från Kiruna.

## Historia
De första svenskarna, en grupp på 30 personer, anlände till Karelen 1923. Denna grupp bestod av fabriksarbetare med familjer. Efter det anslöt personer från Kiruna där många var gruvarbetare och andra som trodde att det kommunistiska livet skulle förbättra människors villkor.

## Forskning om kirunasvenskarnas öden
Journalisten Kaa Eneberg hävdar att dessa svenska Sovjetemigranter var kommunister och värvades av det svenska kommunistpartiet. I en artikelserie i Dagens Nyheter publicerade hon för den svenska allmänheten tidigare okända uppgifter om dessa människor, som istället för att bli delaktiga i uppbyggnaden av ett kommunistiskt samhälle sändes till tvångsarbeten och även i flera fall avrättades. Få lyckades återvända till Sverige och om de gjorde det möttes de av stora svårigheter när de återvände hem till Kiruna.
Hennes och återvändarnas påståenden kritiseras av den svenska kommunistiska rörelsen, som hävdar att informationen kommer från en del ur en personakt på Säkerhetspolisen (Säpo) över en känd svensk kommunist. Detta är en muntlig, obekräftad och anonym källa som hävdar att en person värvat arbetare via det svenska kommunistpartiet på Sovjetunionens vägnar. 
Vidare efterforskningar i kommunala arkiv – framförallt Kiruna kommuns arkiv – visar även att kommunistpartiets representanter inte heller här var drivande i att med kommunala medel stimulera människor att flytta till Sovjetunionen. Frågan om ett kommunalt resebidrag väcktes i Jukkasjärvis kommunalfullmäktige 1932 på begäran av Jukkasjärvi fattigvårdsstyrelse som under 1931 fått förfrågningar av enskilda privatpersoner och familjer om ekonomiskt bidrag för att resa till Sovjetunionen. Kommunalfullmäktiges beslut var att Fattigvårdsstyrelsen själva fattar beslut om sina egna medel varpå beslut fattades att införa resebidrag om 100 kr/vuxen och 50 kr/barn mot uppvisande av intyg om arbete i Sovjetunionen.[källa behövs]
Dåtida exemplar av den kommunistiska dagstidningen Norrskensflamman visar även att förslag om att skicka arbetslösa kirunabor till Sovjetunionen väckts av socialdemokratiska företrädare såsom Karl Borin och att kommunistpartiet motsatte sig dessa förslag. Flera av dem som sökte detta kommunala resebidrag nekades bidrag på grund av att de redan hade arbete i Kiruna och det finns inga uppgifter som pekar på att en majoritet av dem som beviljades bidraget var medlemmar i eller sympatiserade med kommunistpartiet.[källa behövs]
Även på andra håll i landet väcktes under tidigt 1930-tal i olika kommunala församlingar förslag om att med kommunala medel främja emigration till Sovjetunionen för arbetslösa och främst medlemmar i det svenska kommunistpartiet. Genomgående är att de som väckt förslagen var socialdemokratiska och ibland även borgerliga företrädare och att kommunisterna var tydliga i sitt avståndstagande till förslagen och dess intentioner. I kommunala arkiv från bland annat Västervik och Ytterån finns exempel på detta. Uppgifter finns om att liknande initiativ av ledande socialdemokrater även togs i Piteå i Norrbotten.[källa behövs] Därmed ifrågasätts också stora delar av de slutsatser journalisten Kaa Eneberg dragit i sina artiklar och böcker om kirunasvenskarna av den nya forskningen.[källa behövs] Inte minst ifrågasätts den skuld till emigranterna, deras familjer och efterlevande som de svenska kommunisterna och det svenska kommunistpartiet – idag Vänsterpartiet – påstås ha och som under senare tid även använts som ett slagträ i debatten.[källa behövs]
Kaa Eneberg, journalist och författare, har skrivit de bägge böckerna Tvingade till tystnad (2000) och Förnekelsens barn (2003) i ämnet efter gensvaret på en artikelserie i Dagens Nyheter. Både artikelserien, tv-programmen och böckerna väckte stort uppseende eftersom detta var för flertalet svenskar helt okända uppgifter. Samtidigt så trädde anhöriga till drabbade fram och berättade de historier de upplevt att de alltid måst förtiga för Kommunistpartiets skull och för sin egen skull. Hennes slutsatser utifrån intervjuer med återvända emigranter och deras anhöriga och efterlevande, källsökning och dokumentation, besök i det forna Sovjetunionen hos överlevande är att det Svenska Kommunistpartiet, särskilt i norra Sverige, bedrev en oerhört aggressiv kampanj för att få så många svenska kommunister och arbetare som möjligt, att emigrera till det unga Sovjetunionen. Där skulle de få arbete och olika förmåner, till skillnad från i Sverige där livet var bistert i Partiets ögon.[källa behövs]
Eneberg intervjuade också partiföreträdare, i olika generationer, och deltog i resor till forna Sovjetunionen tillsammans med företrädare och medlemmar för kommunistpartiet i Norrbotten. Hennes målsättning var att utreda och gå till botten med frågan om det hela verkligen var sant.[källa behövs]
Mot hennes slutsatser kan anföras, att det i artiklarna, TV-programmen och böckerna framgår att hon tar parti för emigranterna. Detta har hon försökt att vikta genom att låta hela intervjuerna med partiledarna för Kommunistpartiet stå obeskurna i böckerna.[källa behövs]
År 2005 lade forskaren Anders Gustafsson vid Södertörns högskola i Stockholm fram sin rapport om de svenska Sovjetemigranterna med medel från Stiftelsen Vänsterpartiet. Rapport innehåller i sedvanlig ordning akademisk fotnoter och källhänvisningar. Han har studerat alla protokoll för Sveriges kommunistiska partis centralkommitté från tidigt 1920-tal till sent 1930-tal. Syftet var att däri undersöka och få svar på hur kommunistpartiet hade agerat då det svarade på de nästan dagliga förfrågningar om ekonomisk och praktisk hjälp att emigrera till Sovjetunionen. I protokollen visas genomgående att inte bara tidiga företrädare för SKP såsom Fredrik Ström utan också den senare Sven Linderot utan undantag nekade denna hjälp. Istället uppmanade de alla kommunister och partisympatisörer att stanna i Sverige för att kämpa för en egen socialistisk republik.[källa behövs]
Gustafssons målsättning var att utifrån sin studie av protokollen få svar på frågan om i vilken utsträckning Sveriges kommunistiska parti kan anses ha en del i emigrationen och vilka slutsatser som kan dras utifrån denna protokollstudie samt också utifrån dessa uppgifter kunna bedöma vilka övergripande orsaker som kan antas ha utgjort grunden för människors vilja att flytta till Sovjetunionen. De orsaker Gustafsson antar och särskilt lyfter fram är den då världsomspännande massarbetslösheten under perioden ifråga, ett hårdnande politiskt klimat, mörka framtidsutsikter för arbetslösa och stora familjer, och menar att i huvudsak var detta anledningarna till den så kallade "ryssfebern". [källa behövs]
Mot dessa antagande kan anföras att massarbetslösheten inte drabbade Sverige förrän mot slutet av 1920- och det tidiga 1930-talet. Familjepolitiken i Sverige hade inletts med omfattande insatser för att familjerna inte skulle skaffa fler barn än paren önskade och kunde försörja.[källa behövs]

## Överlevande
Oavsett vilka anledningar emigranterna till Sovjetunionen under 1920- och 1930-talen hade, var det inte det paradis som det ibland omtalades som i kommunistiska tidskrifter. För de allra flesta innebar det ett liv i fortsatt hårt arbete med knapp tillgång på olika livsnödvändiga resurser, framför allt mat, särskilt under hungersnöden i Sovjetunionen 1932–1933. Forskningen visar inte entydigt hur många som avrättades men säkerställt är att ett antal av de som idag kallas för kirunasvenskar tillhörde de som fängslades och mördades under Stalins stora utrensningsaktioner 1936–1937.
Signe Kaskela utvandrade till Ryssland 1932, och det dröjde 24 år innan hon slapp ur den ryska fångenskapen och fick återvända till Sverige. I boken Under Stalins diktatur berättar hon om fattigdom och skräck under Stalins masshäktningar när bland annat hennes make och många vänner försvann.
Kirunasvenskarna blev åter aktuella under hösten 2004 i samband med Uppdrag gransknings TV-reportage om Lars Ohly.
Den sista av kirunasvenskarna avled 2019 vid 94 års ålder.

## Avrättade kirunasvenskar
Bland de på svenska UD registrerade svenska medborgare, som utvandrade till Sovjet anklagades flera där för allvarliga brott och avrättades i sitt nya hemland under Josef Stalins ledning av Sovjetunionen.
- Alexandrov, Grigorij, naturaliserad svensk född 1886 i Viborg. Avrättad för spioneri 1938 i Moskva. Kom till Sverige 1910 genom sitt första gifte med Nora Hedblom-Nerman. Han fick anställning som sekreterare hos Aleksandra Kollontaj och var aktiv i den socialdemokratiska rörelsen. Utvisades från Sverige på oklara grunder, eventuellt spioneri, trots att han var svensk medborgare. Hustrun Nora gifte om sig med Ture Nerman, medan Alexadrov själv gifte om sig med Hulda Pettersson från Jämtland. Paret Alexandrov-Pettersson emigrerade 1928. Paret fick ett barn men maken/fadern övergav fru och dotter för en tredje partner. 1937 greps han för svensk-norskt spioneri och avrättades året därpå. Eftersom han inte formellt skilts från Hulda så dömdes hon till åtta år i arbetsläger "som hustru till en spion". Hela familjen rehabiliterades 1955 då avrättningen och bestraffningen av familjen var ett utslag av den terror folket i Sovjet utsattes för under Josef Stalins ledning.

- Bauer, J. Vilhelm George, född i Stockholm 1868. Osäkert om han var av svensk eller tysk nationalitet. Utbildade möbelsnickare, vilket yrke han utövade i Leningrad. Han arresterades 26 oktober 1937, dömdes till döden och avrättades den 8 december 1937. Brotten han dömdes för var mot § 58:6 Spionage, insamling och spridning av statshemligheter till utlandet eller kontrarevolutionär verksamhet, § 58:10 Kontrarevolutionär propaganda och agitation mot Sovjetunionen, samt spridning, produktion och innehav av sådant material och slutligen för brott mot § 58:11 Delaktighet i brott eller deltagande i kontrarevolutionära organisationer.

- Birger, Valdemar J. , svensk medborgare född i Tallinn (Reval). Utbildad elektro-mekaniker och utövade sitt yrke i Leningrad. Aktiv kommunist från 1919. Birger arresterades i juni 1937 under misstanke om brott mot den sovjetiska brottsbalken (§58:7 "Skadlig verksamhet som drabbar handel eller produktion", §58: 8 "Terrorism mot person som representerar Sovjetunionen" och §58:11 "Delaktighet i brott eller deltagande i kontrarevolutionära organisationer"). Dom avkunnades den 30 november 1937 och han avrättades samma dag.

- Bucht, Nils Gustav, född 1910 i Tornedalen. Rymde närmast 1932, 22 år gammal, hemifrån Karungi på sin fars cykel och lämnade därmed också sin fästmö och dotter. Liksom sin far, Johan Viljam Bucht, var han aktiv kommunist varför emigrationen till Sovjetunionen kan ses som en naturlig väg att söka bärgning för sig, sin fästmö och sitt barn. Han fick arbete som skogsarbetare, men gifte sig med en annan kvinna och fick ytterligare ett barn, som avled i nyföddhetsperioden. Under åren 1932-1936 höll han kontakt med sin familj i Sverige genom brev. Officiellt arresterades han den 4 mars 1938. Han dömdes den 12 april samma år för brott mot § 58:6 Spionage, insamling och spridning av statshemligheter till utlandet eller kontrarevolutionär verksamhet, i den sovjetiska brottsbalken. Den 21 april 1938 avrättades han 28 år gammal. Han rehabiliterades 1989 då arresteringen, domen och avrättningen var ett utslag av den terror folket i Sovjet utsattes för under Josef Stalins ledning.

- Corgan, Oscar. Se Kurkinen, Oskar

- Elmstedt, Karl Viktor, född 1877 i Sverige. Trots att han var svensk godkändes han som medlem i det sovjetiska kommunistpartiet. Han verkade som chef vid Onega traktorfabrik. Av okänd anledning arresterades han och dömdes till 10 års straffarbete. Noterades som död 8 juni 1939 och blev sannolikt avrättad.

- Eriksson Kalla, Ernst född i Saittarova by med närmaste tätort Tärendö 1902. Gruvarbetare och förtroendevald i Kiruna, där han var representant för kommunistpartiet. Emigrerade med fru och barn till Sovjetunionen 1933. Där fick han arbete som vägmästare, men 5 år senare arresterades han den 19 juli 1938 och två månader senare avrättades han den 21 september 1938. Familjen levde till 1943 i föreställningen att han var i arrest, men fick då besked samt en falsk dödsattest om att han avlidit. Frun och barnen hade evakuerats till skogsarbete i Nordkarelen då Eriksson Kalla bortfördes. Frun, Hilma, avled i arbetslägret genom drunkning 1941 i väntan på besked om att få återvända till Sverige. Döttrarna kunde då återvända till Sverige. Eriksson Kalla rehabiliterades 1966 då arresteringen, domen och avrättningen var ett utslag av den terror folket i Sovjet utsattes för under Josef Stalins ledning.

- Eriksson, Andrej A. svensk medborgare född 1897. Timmerman inom skogsindustrin i Sovjet. Dömdes för brott mot sovjetiska brottsbalkens § 58:6 Spionage, insamling och spridning av statshemligheter till utlandet eller kontrarevolutionär verksamhet, § 58:7 Skadlig verksamhet som drabbar handel eller produktion och § 58:10 Kontrarevolutionär propaganda och agitation mot Sovjetunionen, samt spridning, produktion och innehav av sådant material. Han arresterade 5 juli 1938, dömdes den 21 september och avrättades den 23 september. Eriksson rehabiliterades 1965 då arresteringen, domen och avrättningen var ett utslag av den terror folket i Sovjet utsattes för under Josef Stalins ledning.

- Eriksson, Efraim R.,  svensk medborgare född 1898 i Nederluleå församling i Norrbotten. Arbetare. Arresterades under december månad 1937 och fälldes den 10 januari 1938 till ansvar för brott mot den sovjetiska brottsbalkens §58:10 "Kontrarevolutionär propaganda och agitation mot Sovjetunionen, samt spridning, produktion och innehav av sådant material" samt §58:11 "Delaktighet i brott eller deltagande i kontrarevolutionära organisationer". En vecka senare avrättades han den 18 januari 1938. Det saknas anteckningar i svenska arkiv om att någon svensk släkting skulle ha efterlyst honom.

- Eriksson, Gunnar C. , svensk medborgare född 1900. Arbetare , utbildad målare, född i Finland. Arresterades den 4 juli 1938 och fälldes den 21 september 1938 till ansvar för brott mot den sovjetiska brottsbalkens § 58:6 Spionage, insamling och spridning av statshemligheter till utlandet eller kontrarevolutionär verksamhet. Den 26 september 1938 avrättades han för detta brott, som sovjetisk domstol rehabiliterade honom från den 21 februari 1957 då arresteringen, domen och avrättningen var ett utslag av den terror folket i Sovjet utsattes för under Josef Stalins ledning.

- Fors, Aili, född i Finland 1895. Gift med butiksföreståndaren Otto Fors. Hon arresterades den 15 juni 1938 och fälldes till ansvar för kännedom om makens brott mot sovjetiska brottsbalkens § 58:10. Dom föll den 20 september 1938 och hon avrättades nio dagar senare genom arkebusering. Rehabiliterad 1989 då arresteringen, domen och avrättningen var ett utslag av den terror folket i Sovjet utsattes för under Josef Stalins ledning. Sonen Julius var då 11 år gammal och har aldrig kontaktat Sverige. Folkbokförd i Sovjet som föräldralös.

- Fors, Otto, föddes 1897 i Pajala. Aktiv kommunist och arbetade som avlönad värvare av svenskar villiga att emigrera till Sovjet för att bygga ett socialistiskt land. Emigrerade 1932 med frun Aili och den 3-årige sonen Julius till sovjetiska Uhtua där han förestod rajongens butik. Den 16 december 1937 arresterades han för brott mot den sovjetiska brottsbalkens § 58:10 Kontrarevolutionär propaganda och agitation mot Sovjetunionen, samt spridning, produktion och innehav av sådant material. Han fälldes till ansvar för detta brott och dömdes till 10 års arbetsläger. I arbetslägret sägs han ha dött av hjärtinfarkt. Rehabiliterad 1989 då arresteringen, domen och avrättningen var ett utslag av den terror folket i Sovjet utsattes för under Josef Stalins ledning.

- Heikkinen, William Edvard, född 1890 i Kitkiöjärvi, Pajala församling. Gruv- och vägarbetare. Tidigt aktiv kommunist och arbetade intensivt för att genomföra en Nordskandinavisk sovjetrepublik i de nordligaste delarna av Norge, Sverige, Finland och Karelen. 200 personer var inblandade i detta projekt och militärliknande övningar genomfördes av de involverade under Edvard Gyllings ledning. Heikkinen dömdes till ansvar för landsförräderi och avtjänade påföljden, 4,5 års fängelse på Långholmen. Direkt efter avtjänad tid begav han sig till Karelen och sedermera till Leningrad för fördjupad utbildning i partiets kommunistisk anda. I samband med denna utbildning bytte han namn till Edvard Wallin. Det var under detta tagna namn han arresterades den 4 september 1937. Den 20 december fälldes han för brott mot den sovjetiska brottsbalkens § 58:6 Spionage, insamling och spridning av statshemligheter till utlandet eller kontrarevolutionär verksamhet och § 58:10 Kontrarevolutionär propaganda och agitation mot Sovjetunionen, samt spridning, produktion och innehav av sådant material. Han arkebuserades 28 december 1937. I enlighet med en Högsta Sovjets presidiums förordning rehabiliterades Heikkinen 16 januari 1989 från dessa anklagelser, då arresteringen, domen och avrättningen var ett utslag av den terror folket i Sovjet utsattes för under Josef Stalins ledning. Han upptas i en del källor också under namnet Jacobsson-Heikkinen, William.

- Hägglund, Arvid. Se Höglund, Arvid

- Höglund, Arvid (i en del källdokument omnämnd som Arvid Hägglund), svensk medborgare född 1883. Fiskeriarbetare i arktiska Murmansk. Arresterades 17 augusti, dömdes 10 oktober 1938 till ansvar för brott mot sovjetiska brottsbalkens § 58:11 Delaktighet i brott eller deltagande i kontrarevolutionära organisationer. Han fördes söder ut för avrättningen, som genomfördes den 21 november i Leningrad. Den 28 augusti 1975 rehabiliterades Höglund från dessa anklagelser, då arresteringen, domen och avrättningen var ett utslag av den terror folket i Sovjet utsattes för under Josef Stalins ledning.

- Jacobsson-Heikkinen, William. Se Heikkinen, William.

- Johansson, Yngve Bernhard föddes 1918 i Gällivare och emigrerade 14 år gammal med sina föräldrar Hanna och Valter J. och sin bror Bror Bertil J. till Sovjetunionen. Fadern Harry försvann och änkan samt den äldre sonen återvände till Sverige i augusti 1939. De uppgav då att Yngve arkebuserats för brott mot Sovjets brottsbalk enär han förtalat Sovjetunionen.

- Johansson, Melker född i Malmberget 1910 emigrerade till Sovjet. Där fängslades han den 3 juli 1938, fälldes till ansvar den 21 september samma år och avrättades den 30 september för brott mot den sovjetiska brottsbalkens § 58:7 Skadlig verksamhet som drabbar handel eller produktion, § 58:10 Kontrarevolutionär propaganda och agitation mot Sovjetunionen, samt spridning, produktion och innehav av sådant material och § 58:11 Delaktighet i brott eller deltagande i kontrarevolutionära organisationer. Den 30 maj 1957 rehabiliterad från ansvar för dessa brott då arresteringen, domen och avrättningen var ett utslag av den terror folket i Sovjet utsattes för under Josef Stalins ledning.

- Karlsson, Karl Emil. Av svenska UD registrerad som svensk medborgare i Sovjetunionen 15 september 1937. Sovjetiska NKVD noterade honom som avrättade den 8 maj 1938. Rehabiliterad 1989 från ansvar för de brott han avrättades för då avrättningen var ett utslag av den terror folket i Sovjet utsattes för under Josef Stalins ledning.

- Karlstedt, Gunnar Ivan(ovitj) född 1902, möjligen finlandssvensk. Varvsarbetare. Arresterad i januari 1938 och dömd till döden i september samma år. Avrättades inte förrän i november och därefter rehabiliterad 1989 då arresteringen, domen och avrättningen var ett utslag av den terror folket i Sovjet utsattes för under Josef Stalins ledning.

- Kinnunen, Ilmari  föddes 1913 i Norge, liksom brodern Niilo f. 1905. Fadern var finske träindustriarbetaren Kaarlo Kinnunnen f. 1881. Den sistnämnde sökte sin och familjens bärgning över norra Skandinavien men också i Kanada. Han och pojkarna lämnade 1931 Kanada för Kiruna för att under den stora ekonomiska depressionen närmare hembygden kunna försörja sig. Från Kiruna emigrerade de alla tre till Sovjet. Fadern Kaarlo och brodern Niilo försvann och har aldrig återfunnits. Men Illmari arresterade och dömdes till döden 25 år gammal den 23 februari 1938. Han avrättades den 6 mars, två veckor efter domen för brott mot den sovjetiska brottsbalkens § 58: 6 Spionage, insamling och spridning av statshemligheter till utlandet eller kontrarevolutionär verksamhet. Han rehabiliterades den 15 juni 1957 från ansvar för de brott han avrättades för då avrättningen var ett utslag av den terror folket i Sovjet utsattes för under Josef Stalins ledning.

- Krykortz, Hans Verner Julius adoptivbarn född 1902, uppvuxen i Halland. Utbildad byggnadsingenjör. Emigrerade utan första frun och den 1-åriga dotter 1925 under den stora depressionen till USA och Kanada, men begav sig vidare till Sovjetunionen 1931 tillsammans med andra frun Svea f. Holmström (3 december 1909) och sonen Oskar f. 9 februari 1929. Första frun tog ut skilsmässa 1935. Svea Krykotz berättade att maken Hans blev hämtad mitt i natten i hemmet den 11 juli 1938 och att han avrättades tre månader senare den 14 oktober. Han arbetade som fabriksarbetare i det frun kallar Ryssland. Svea Krykortz postade flera vädjanden till den svenska regeringen, bland annat den 22 september 1938 innan makens avrättning, och bad om bistånd för att hon och sonen skulle kunna återvända till Sverige. Själv kom hon till Sovjetunionen redan 15-åring tillsammans med sin föräldrar 1924. Så sent som 1975 kontaktade hon en svensk diplomat för att få hjälp. Hon avled i Sovjet utan att några brev besvarades från svenskt håll. Den svenska släkten fick ingen information om Hans Krykortz öde förrän år 2000.

- Kumpulainen, Hilda föddes i Kiruna 1906 och arbetade som kokerska i Karelen när hon greps den 3 juni 1938. Dom föll den 20 september 1938 och hon avrättades dagen efter för brott mot den sovjetiska brottsbalkens § 58: 6 Spionage, insamling och spridning av statshemligheter till utlandet eller kontrarevolutionär verksamhet. Hon rehabiliterades den 29 april 1989 från ansvar för det brott hon avrättades för då anklagelsen, domen och avrättningen var ett utslag av den terror folket i Sovjet utsattes för under Josef Stalins ledning.

- Kurkinen, Oskar föddes i Nikkala, Haparanda 1887. Under perioden 1911-1934 verkade han som kommunistisk agitator i USA, men bedrev också hjälparbete för att bistå folket i Karelen. 1934 emigrerade han till Sovjet och arbetade vid ett bokförlag. Fyra år senare arresterades, dömdes och avrättades han. I USA använde han namnet Oscar Corgan.

- Kuusikko, Verner  född 1904 i Haparanda, som utvandrade till Sovjet för att få arbete och inkomster. Han flyttade som barn till Finland ty hans föräldrar var finska. Fadern var skräddare, som arbetede på bägge sidor av Torneälv innan barn började skolan. Verner arbetade i Finland som författare och som journalist för en kommunistisk tidskrift i finska Kemi innan han emigrerade för att få arbete i skogen i Sovjet. Han greps den 5 juni 1938. Dom föll den 24 september 1938 och han avrättades för brott mot den sovjetiska brottsbalkens § 58: 6 Spionage, insamling och spridning av statshemligheter till utlandet eller kontrarevolutionär verksamhet. Han rehabiliterades den 7 maj 1989 från ansvar för det brott han avrättades för då anklagelsen, domen och avrättningen var ett utslag av den terror folket i Sovjet utsattes för under Josef Stalins ledning.

- Niemi, Karl Herman, född i Pajala 1874. Enligt Kaa Eneberg var Karl Niemi en hängiven kommunist. Då han vid fruns frånfälle blev ensam med nio barn återvände han till Kiruna från Brasilien, dit han först emigrerat. Han var en av de pådrivande i att genomföra ren väpnad revolution i Norra Skandinavien och där bilda en sovjetrepublik. Han fälldes inte, som sin partikamrat William Heikkinen, för landsförräderi vid den rättsliga prövningen 1921. Bevis för den långt gångna planeringen av det strategiska övertagandet, om nödvändigt beväpnat, framkom inte förrän efter rättegången och frikännandet. Bosatte sig tio år senare i sovjetiska Karelen tillsammans med två av sina söner. Den 3 februari 1938 anhölls han och anklagades för brott mot sovjetiska brottsbalkens § 58:6 Spionage, insamling och spridning av statshemligheter till utlandet eller kontrarevolutionär verksamhet. För detta brott dömdes han två månader senare till döden den 28 mars 1938 och därpå avrättades han med ett nackskott den 22 april 1938. Rehabiliterad från ansvar för detta brott den 11 januari 1958, då sovjetisk krigsrätt erkände att han oskyldigt anklagats och fällts till ansvar och avrättats för brottet ifråga. Hela den rättsliga proceduren han utsattes för, var en effekt av den terror folket i Sovjet utsattes för under Josef Stalins ledning. Hans son Sixten Niemi dömdes 18 januari 1943 av finsk krigsrätt till döden för spionage för sovjetisk räkning under finska vinterkriget. Oklart om han avrättades eller om han sköts under flykt.

- Passi, Jakob Einar född i Luleå 1898. Skogsarbetare som utvandrade till Sovjetunionen. Där arresterades han den 3 december 1937 anklagad för brott mot sovjetiska brottsbalken § 58:10 Kontrarevolutionär propaganda och agitation mot Sovjetunionen, även spridning, produktion och innehav av sådant material. Han fälldes för detta brott och dömdes till döden den 24 januari 1938 och avrättades två veckor senare den 10 februari. Rehabiliterad från ansvar för detta brott den 12 juni 1989, då sovjetisk åklagare erkände att han oskyldigt anklagats och fällts till ansvar och avrättats för detta brott. Den rättsliga proceduren han utsattes för var en effekt av den terror folket i Sovjet utsattes för under Josef Stalins ledning.

- Petersson, Karl, svensk medborgare född 1890. Arbetsledare i Murmanska gruvorna. Anhölls den 7 september 1937 och anklagades för brott mot sovjetiska brottsbalken § 58:6 Spionage, insamling och spridning av statshemligheter till utlandet eller kontrarevolutionär verksamhet, § 58:7 Skadlig verksamhet som drabbar handel eller produktion, § 58:10 Kontrarevolutionär propaganda och agitation mot Sovjetunionen, även spridning, produktion och innehav av sådant material samt §58:11 Delaktighet i brott eller deltagande i kontrarevolutionära organisationer. Han avrättades den 18 januari 1938 och rehabiliterades i oktober 20 år 1958 senare då den sovjetiska myndigheten erkände att han var oskyldigt anklagad och blev felaktigt dömd och avrättad, då den rättsliga proceduren han utsattes för, var en effekt av den terror folket i Sovjet utsattes för under Josef Stalins ledning.

- Rugajev, Nikolaj Nikolajevitj föddes på Öland 1905 som rysk medborgare. Jordbruksarbetare, som arresterades, dömdes och avrättades under tiden 1-22 augusti 1937. Hans brott var mot sovjetiska brottsbalken § 58:7 Skadlig verksamhet som drabbar handel eller produktion och § 58:10 Kontrarevolutionär propaganda och agitation mot Sovjetunionen, även spridning, produktion och innehav av sådant material. Hans ryskklingande namn kan vara en förryskning av ett svenskt namn.

- Sandels, Tatjana Nikolajevna, ursprungligen sovjetisk medborgare men gift med svenske Axel Sandels. Han lyckades 1935 ordna svenskt pass åt frun och sonen. Hon arresterades den 2 april 1938 och åtalades för brott mot den sovjetiska brottsbalkens § 58:6, 9, 10, och 11 och arkebuserades omedelbart då hon fällts till ansvar. Rehabiliterad i november 1962 då sovjetiska åklagarmyndigheten erkände att han var oskyldigt anklagad och blev felaktigt dömd och avrättad, då den rättsliga proceduren han utsattes för, var en effekt av den terror folket i Sovjet utsattes för under Josef Stalins ledning. Sonen fick bära ansvar för släktskapet med sin mor och hennes brott genom att han utestängdes från all högre utbildning.

- Seppälä, Sigurd Birger föddes i Kiruna 1910 och följde med familjen till Sovjetunionen 1932. Greps i en massarrestering vid skidfabriken i Petrozavodska den 10 juli 1938. Anklagades för brott mot sovjetiska brottsbalken § 58:6 Spionage, insamling och spridning av statshemligheter till utlandet eller kontrarevolutionär verksamhet och fälldes och avrättades för detta brott den 5 oktober respektive den 14 oktober 1938. Rehabiliterades 22 april 1989 då sovjetiska åklagarmyndigheten erkände att han var oskyldigt anklagad och blev felaktigt dömd och avrättad, då den rättsliga proceduren han utsattes för, var en effekt av den terror folket i Sovjet utsattes för under Josef Stalins ledning.

- Svansson, Nils, född 1888 i Uppland. Arbetare i Nacka och emigrerade tillsammans med fru och barn till Sovjetunionen under 1923. Han greps 1936 och avrättades 1938 för påstått spionage. Frun och de tre sönerna noterades som försvunna.

- Tavoniku, Nils fiskarson född 1884 i Haparanda. Lämnade hemorten för arbete i Sovjetunionen före 1930. Fick också arbete som fabriksarbetare i Petrozavodsk där han vid en massarrestering greps den 10 juli 1938. Han dömdes 21 september för brott mot sovjetiska brottsbalken § § 58:6 Spionage, insamling och spridning av statshemligheter till utlandet eller kontrarevolutionär verksamhet och avrättades för detsamma två dagar senare den 23 september 1938. Rehabiliterades 30 november 1989 då sovjetiska åklagarmyndigheten erkände att han var oskyldigt anklagad och blev felaktigt dömd och avrättad, då den rättsliga proceduren han utsattes för, var en effekt av den terror folket i Sovjet utsattes för under Josef Stalins ledning.

- Tuorila, Alexander, född 1885 i Finland som han övergav till förmån för Sverige 1920, då han i finska inbördeskriget 1918 hade stridit på den kommunistiska sidan. Rysk officersutbildning i Leningrad och återvände till Sovjet 1927 med familjen och försörjde sig som skräddare. Han avskedades ur Röda armén 1935 och blev således "utrensad" innan han häktades 1937 för att något år senare avrättas.

- Tuorila, Ossian, son till Alexander T. föddes i Finland 1909. Smed. Greps och avrättades i Sandarmoh 1938.

- Usenius, Artur Adolfovitj, svensk medborgare född i Finland 1888. Flydde som s. k. röd flykting till Sverige 1918. Begav sig senare från Kiruna till Sovjet där han drev en el-firma. Hade tillhört den finska kommunistiska eliten före flykten till Sverige. Detta hindrade inte att han den 18 oktober 1935 anhölls för brott mot sovjetiska brottsbalken §58:7 "Skadlig verksamhet som drabbar handel eller produktion". Inte förrän två år senare, den 31 oktober 1937 fälldes han för detta brott och den 27 november 1937 avrättades han.

- Wallin, Edvard. Se Heikkinen, William.

- Åkerman, Per Yngvar, civilingenjör vid Asea-fabriken i karelska Jaroslavl. Denna fabrik överläts till den sovjetiska staten i samband med omvälvningarna 1917-1918. Åkerman emigrerade dock till Sovjetunionen och Karelen 1923. Arresterad och dömd för spionage 19 februari 1938. Antagligen avrättad tillsammans med sin fru. Per Yngvar Åkerman rehabiliterades som person 1957 och förklarades vara oskyldigt dömd för angivet brott.